# Bruno De Clynsen
Bruno De Clynsen (Sint-Agatha-Berchem, 8 februari 1954) is een Belgisch voormalig hockeyer.

## Levensloop
De Clynsen maakte deel uit van het Belgisch hockeyteam. Met de nationale equipe nam hij onder meer deel aan de Olympische Zomerspelen van 1976.